# كارل أوتو غوتس
كارل أوتو غوتس (بالألمانية: Karl Otto Götz)‏ (و. 1914 – 2017 م) هو رسام، وأستاذ جامعي من الإمبراطورية الألمانية، وجمهورية فايمار، وألمانيا النازية، وألمانيا الغربية، وألمانيا، ولد في آخن، شارك في II. documenta ‏"II. documenta - Retrospective - documenta". مؤرشف من الأصل في 2019-03-26. اطلع عليه بتاريخ 2018-09-03.، توفي عن عمر يناهز 103 عاماً.

## التعليم
تعلم في Dresden Academy of Fine Arts ‏
.

## جوائز
حصل على جوائز منها:
- Golden Ring of Honour of the city Aachen  [لغات أخرى]‏ (26 أغسطس 2000)"www.aachen.de - Ehrenringträger der Stadt Aachen". مؤرشف من الأصل في 2017-01-09.
- وسام الاستحقاق في ولاية شمال الراين وستفاليا
- نيشان استحقاق صليب الضباط لجمهورية ألمانيا الاتحادية
- نيشان الاستحقاق لراينلند بالاتينات
- نيشان استحقاق صليب الضباط لجمهورية ألمانيا الاتحادية

## روابط خارجية
- كارل أوتو غوتس على موقع مونزينجر (الألمانية)